# Grand Prix na żużlu
Grand Prix na żużlu (ang. Speedway Grand Prix) – coroczny cykl turniejów, organizowany przez Międzynarodową Federację Motocyklową (FIM) od 1995 r., wyłaniający indywidualnego mistrza świata. Zastąpił on rozgrywane w latach 1936–1994 finały jednodniowe.

## Zasady
Zasady turniejów cyklu Grand Prix zmieniają się na przestrzeni lat. W latach 1995–1997 rozgrywano tradycyjny turniej dwudziestobiegowy, w którym każdy z szesnastu zawodników spotykał się z każdym, następnie według klasyfikacji przejściowej zawodnicy przydzielani byli do czterech biegów finałowych – od tzw. finału D (o miejsca 13-16) odpowiednio do finału A (o miejsca 1-4). Za każde miejsce zajęte w finałowych biegach przyznawano odpowiednią liczbę punktów do klasyfikacji generalnej cyklu według odgórnie ustalonego klucza.
W 1998 r. wprowadzono formułę wzorowaną na systemie pucharowym, w której po dwóch słabych biegach (3. lub 4. miejsce) zawodnik kończył rywalizację. Turniej składał się z 24 biegów, w tym dziesięciobiegowego turnieju eliminacyjnego, dziesięciobiegowego turnieju głównego, dwóch biegów półfinałowych oraz dwóch finałowych, a brało w nim udział 24 zawodników. W turnieju głównym rozstawiano ośmiu najlepszych żużlowców z poprzednich zawodów (w przypadku pierwszej rundy w danym roku była to czołowa ósemka ubiegłorocznej końcowej klasyfikacji Grand Prix), pozostała czternastka rywalizowała o awans do tej fazy zawodów w biegach eliminacyjnych. Końcową kolejność ustalano w biegach finałowych: tzw. finale pocieszenia (o miejsca 5-8, dla zawodników, którzy odpadli w półfinale) oraz wielkim finale (o miejsca 1-4). System ten poddano drobnej modyfikacji w 2002 r., rezygnując m.in. z finału pocieszenia i wprowadzając dwa tzw. biegi zapoznawcze z udziałem rozstawionej ósemki w fazie eliminacyjnej – tabela biegowa składała się z 25 wyścigów.
Od sezonu 2005 powrócono do tradycyjnej formuły – turnieju dwudziestobiegowego, dla 16 zawodników, znanego z lat 1995-1997. Zamiast finałów A-D organizowało się dwa półfinały dla zawodników zajmujących w klasyfikacji przejściowej miejsca 1-8, z których po dwóch najlepszych zawodników awansowało do wielkiego finału. System punktacji poddano zmianie: czołowa czwórka była premiowana z góry ustaloną liczbą punktów (25, 20, 18 i 16), pozostali zawodnicy otrzymywali tyle punktów ile zdobyli podczas pierwszych pięciu swoich startów (biegi 1-20; bez biegów półfinałowych).
Choć w sezonie 2007 całkowicie zmieniono system punktowania, same zasady przeprowadzania turnieju pozostały niezmienione. Zrezygnowano z premiowania czołowej czwórki punktami za samo miejsce w końcowej klasyfikacji poszczególnego turnieju. Odtąd do klasyfikacji generalnej były zaliczane punkty ze wszystkich biegów, w których zawodnik wziął udział, również z biegów półfinałowych i wielkiego finału. W latach 2007–2012 punkty zdobyte przez zawodników biorących udział w biegu finałowym były mnożone dwukrotnie (6, 4, 2 i 0 punktów). Od sezonu 2014 wprowadzono na wzór Formuły 1 stałe numery startowe dla uczestników cyklu (wcześniej numery były przyznawane zawodnikom odgórnie w zależności od miejsca zajętego w poprzednim sezonie), jednak aktualny mistrz świata może używać numeru 1.
W sezonie 2020 po raz kolejny zmieniono system punktacji, lecz sposób rozgrywania turnieju pozostał taki sam jak dotychczas. Powrócono do zasad opartych na systemie znanym z lat 1995–2004 – do klasyfikacji łącznej nie jest zaliczana suma punktów zdobytych w poszczególnych wyścigach, lecz odgórnie określona ich liczba, uzależniona od końcowej pozycji w danym turnieju. Miało to w założeniu zapobiec sytuacjom, w których zawodnik z drugiego lub trzeciego miejsca miał w swoim dorobku więcej punktów niż zwycięzca całej rundy.
Niezależnie od systemu, w którym rozgrywano turnieje Grand Prix, punkty zdobyte w turnieju przekłada się na punkty do klasyfikacji ogólnej cyklu. Suma punktów w klasyfikacji generalnej ze wszystkich turniejów Grand Prix, których liczba co roku waha się od 6 do 12, decyduje o medalach i tytule indywidualnego mistrza świata.

## Zawodnicy
Stawka zawodników, którzy uczestniczą w turniejach cyklu w danym roku jest stała, choć zmieniała się na przestrzenie lat.
W latach 1995–1997 ścigano się według dwudziestobiegówki: stałych uczestników cyklu było 17, w tym 15 pełnoprawnych i 2 rezerwowych. Obowiązywał system rotacyjny: dwóch ostatnich zawodników w klasyfikacji generalnej po danym turnieju zajmowało pozycje rezerwowych w następnym, a na ich miejsce wchodzili dotychczasowi rezerwowi. Stawkę uzupełniał jeden zawodnik z dziką kartą (zwykle był nim zawodnik z kraju organizatora, choć w turniejach, gdzie ów kraj miał już swojego reprezentanta w gronie pełnoprawnych uczestników zawodów nie zawsze przestrzegano tej zasady).
W 1998 r. program zawodów był nowatorski, oparty na zasadzie „przegrywający odpada”. Ten system pozwalał na uczestniczenie w turnieju aż 24 zawodników (21 stałych uczestników i trzy dzikie karty). Już w następnym roku jednak zwiększono liczbę stałych uczestników do 22, jednocześnie zmniejszając liczbę dzikich kart do 2. Mimo modyfikacji programu zawodów w 2002 (dodatkowe biegi eliminacyjne) liczba uczestników nie zmieniała się.
W 2005 r. ponownie powrócono do sprawdzonej dwudziestobiegówki (modyfikując jednak w porównaniu do lat 1995–1997 biegi finałowe). Liczba stałych uczestników wynosiła 15, stawkę uzupełniali jeden zawodnik z dziką kartą oraz dwóch rezerwowych (rezerwy toru; także z kraju organizatora). System ten funkcjonuje do dziś.

## Medaliści
| 6 rund                                                    |
| --------------------------------------------------------- |
| Wrocław Wiener Neustadt Abensberg Linköping Vojens Londyn |

| 6 rund                                         |
| ---------------------------------------------- |
| Wrocław Lonigo Pocking Linköping Londyn Vojens |

| 6 rund                                           |
| ------------------------------------------------ |
| Praga Linköping Landshut Bradford Wrocław Vojens |

| 6 rund                                            |
| ------------------------------------------------- |
| Praga Pocking Vojens Coventry Linköping Bydgoszcz |

| 6 rund                                            |
| ------------------------------------------------- |
| Praga Linköping Wrocław Coventry Bydgoszcz Vojens |

| 6 rund                                            |
| ------------------------------------------------- |
| Praga Linköping Wrocław Coventry Vojens Bydgoszcz |

| 6 rund                                          |
| ----------------------------------------------- |
| Berlin Cardiff Vojens Praga Bydgoszcz Sztokholm |

| 10 rund                                                                      |
| ---------------------------------------------------------------------------- |
| Hamar Bydgoszcz Cardiff Krško Sztokholm Praga Göteborg Chorzów Vojens Sydney |

| 9 rund                                                                |
| --------------------------------------------------------------------- |
| Chorzów Avesta Cardiff Kopenhaga Krško Göteborg Praga Bydgoszcz Hamar |

| 9 rund                                                                   |
| ------------------------------------------------------------------------ |
| Sztokholm Praga Wrocław Cardiff Kopenhaga Göteborg Krško Bydgoszcz Hamar |

| 9 rund                                                                    |
| ------------------------------------------------------------------------- |
| Wrocław Eskilstuna Krško Cardiff Kopenhaga Praga Målilla Bydgoszcz Lonigo |

| 10 rund                                                                            |
| ---------------------------------------------------------------------------------- |
| Krško Wrocław Eskilstuna Cardiff Kopenhaga Lonigo Målilla Praga Dyneburg Bydgoszcz |

| 11 rund                                                                                          |
| ------------------------------------------------------------------------------------------------ |
| Lonigo Wrocław Eskilstuna Kopenhaga Cardiff Praga Målilla Dyneburg Bydgoszcz Krško Gelsenkirchen |

| 11 rund                                                                                   |
| ----------------------------------------------------------------------------------------- |
| Krško Leszno Göteborg Kopenhaga Cardiff Praga Målilla Dyneburg Bydgoszcz Lonigo Bydgoszcz |

| 11 rund                                                                                   |
| ----------------------------------------------------------------------------------------- |
| Praga Leszno Göteborg Kopenhaga Cardiff Dyneburg Målilla Vojens Krško Terenzano Bydgoszcz |

| 11 rund                                                                                  |
| ---------------------------------------------------------------------------------------- |
| Leszno Göteborg Praga Kopenhaga Toruń Cardiff Målilla Goričan Vojens Terenzano Bydgoszcz |

| 11 rund                                                                                     |
| ------------------------------------------------------------------------------------------- |
| Leszno Göteborg Praga Kopenhaga Cardiff Terenzano Målilla Toruń Vojens Goričan Gorzów Wlkp. |

| 12 rund                                                                                              |
| --- |
| Auckland Leszno Praga Göteborg Kopenhaga Gorzów Wlkp. Goričan Terenzano Cardiff Målilla Vojens Toruń |

| 12 rund                                                                                                   |
| --- |
| Auckland Bydgoszcz Göteborg Praga Cardiff Gorzów Wlkp. Kopenhaga Terenzano Dyneburg Krško Sztokholm Toruń |

| 12 rund                                                                                                 |
| --- |
| Auckland Bydgoszcz Tampere Praga Målilla Kopenhaga Cardiff Dyneburg Gorzów Wlkp. Vojens Sztokholm Toruń |

| 12 rund                                                                                              |
| --- |
| Warszawa Tampere Praga Cardiff Dyneburg Målilla Horsens Gorzów Wlkp. Krško Sztokholm Toruń Melbourne |

| 11 rund                                                                                     |
| ------------------------------------------------------------------------------------------- |
| Krško Warszawa Horsens Praga Cardiff Målilla Gorzów Wlkp. Teterow Sztokholm Toruń Melbourne |

| 12 rund                                                                                              |
| --- |
| Krško Warszawa Dyneburg Praga Horsens Cardiff Målilla Gorzów Wlkp. Teterow Sztokholm Toruń Melbourne |

| 10 rund                                                                            |
| ---------------------------------------------------------------------------------- |
| Warszawa Praga Horsens Hallstavik Cardiff Målilla Gorzów Wlkp. Krško Teterow Toruń |

| 10 rund                                                                      |
| ---------------------------------------------------------------------------- |
| Warszawa Krško Praga Hallstavik Wrocław Målilla Teterow Vojens Cardiff Toruń |

| 8 rund                           |
| -------------------------------- |
| Wrocław Gorzów Wlkp. Praga Toruń |

| 11 rund                                             |
| --------------------------------------------------- |
| Praga Wrocław Lublin Målilla Togliatti Vojens Toruń |

| 10 rund                                                                          |
| -------------------------------------------------------------------------------- |
| Goričan Warszawa Praga Teterow Gorzów Wlkp. Cardiff Wrocław Vojens Målilla Toruń |

| 10 rund                                                                       |
| ----------------------------------------------------------------------------- |
| Goričan Warszawa Praga Teterow Gorzów Wlkp. Målilla Ryga Cardiff Vojens Toruń |

| 11 rund                                                                                |
| -------------------------------------------------------------------------------------- |
| Goričan Warszawa Landshut Praga Målilla Gorzów Wlkp. Cardiff Wrocław Ryga Vojens Toruń |

| 10 rund                                                                     |
| --------------------------------------------------------------------------- |
| Landshut Warszawa Praga Manchester Gorzów Wlkp. Målilla Ryga Wrocław Vojens |

## Klasyfikacja medalowa

### Według zawodników
Stan po sezonie 2024
| Lp. | Zawodnik               | Państwo           | Lata      | Złoto | Srebro | Brąz | Razem |
| --- | ---------------------- | ----------------- | --------- | ----- | ------ | ---- | ----- |
| 1.  | Tony Rickardsson       | Szwecja           | 1995–2005 | 5     | 2      | 2    | 9     |
| 2.  | Bartosz Zmarzlik *     | Polska            | 2016–2024 | 5     | 2      | 1    | 8     |
| 3.  | Greg Hancock           | Stany Zjednoczone | 1996–2016 | 4     | 2      | 3    | 9     |
| 4.  | Jason Crump            | Australia         | 2001–2010 | 3     | 5      | 2    | 10    |
| 5.  | Tai Woffinden          | Wielka Brytania   | 2013–2020 | 3     | 2      | 1    | 6     |
| 6.  | Nicki Pedersen         | Dania             | 2003–2015 | 3     | 1      | 3    | 7     |
| 7.  | Tomasz Gollob          | Polska            | 1997–2010 | 1     | 2      | 4    | 7     |
| 8.  | Billy Hamill           | Stany Zjednoczone | 1996–2000 | 1     | 2      | –    | 3     |
| 9.  | Hans Nielsen           | Dania             | 1995–1999 | 1     | 1      | 1    | 3     |
| 10. | Mark Loram             | Wielka Brytania   | 2000      | 1     | –      | –    | 1     |
| 10. | Chris Holder           | Australia         | 2012      | 1     | –      | –    | 1     |
| 10. | Jason Doyle *          | Australia         | 2017      | 1     | –      | –    | 1     |
| 10. | Artiom Łaguta          | Rosja             | 2021      | 1     | –      | –    | 1     |
| 14. | Jarosław Hampel        | Polska            | 2010–2013 | –     | 2      | 1    | 3     |
| 15. | Leon Madsen            | Dania             | 2019–2022 | –     | 2      | –    | 2     |
| 16. | Fredrik Lindgren *     | Szwecja           | 2018–2024 | –     | 1      | 3    | 4     |
| 17. | Leigh Adams            | Australia         | 2005–2007 | –     | 1      | 1    | 2     |
| 18. | Jimmy Nilsen           | Szwecja           | 1998      | –     | 1      | –    | 1     |
| 18. | Andreas Jonsson        | Szwecja           | 2011      | –     | 1      | –    | 1     |
| 18. | Krzysztof Kasprzak     | Polska            | 2014      | –     | 1      | –    | 1     |
| 18. | Patryk Dudek           | Polska            | 2017      | –     | 1      | –    | 1     |
| 18. | Robert Lambert *       | Wielka Brytania   | 2024      | –     | 1      | –    | 1     |
| 23. | Emil Sajfutdinow       | Rosja             | 2009–2021 | –     | –      | 3    | 3     |
| 24. | Sam Ermolenko          | Stany Zjednoczone | 1995      | –     | –      | 1    | 1     |
| 24. | Ryan Sullivan          | Australia         | 2002      | –     | –      | 1    | 1     |
| 24. | Niels-Kristian Iversen | Dania             | 2013      | –     | –      | 1    | 1     |
| 24. | Maciej Janowski        | Polska            | 2022      | –     | –      | 1    | 1     |
| 24. | Martin Vaculík *       | Słowacja          | 2023      | –     | –      | 1    | 1     |

Pogrubioną czcionką – zostali zaznaczeni zawodnicy, którzy kontynuują karierę żużlową. Dodatkowo przy stałych uczestnikach cyklu Grand Prix w sezonie 2025 postawiono gwiazdkę (*).

### Według państw
Stan po sezonie 2024
| Lp. | Państwo           | Złoto | Srebro | Brąz | Razem |
| --- | ----------------- | ----- | ------ | ---- | ----- |
| 1.  | Polska            | 6     | 8      | 7    | 21    |
| 2.  | Australia         | 5     | 6      | 4    | 15    |
| 3.  | Szwecja           | 5     | 5      | 5    | 15    |
| 4.  | Stany Zjednoczone | 5     | 4      | 4    | 13    |
| 5.  | Dania             | 4     | 4      | 5    | 13    |
| 6.  | Wielka Brytania   | 4     | 3      | 1    | 8     |
| 7.  | Rosja             | 1     | –      | 3    | 4     |
| 8.  | Słowacja          | –     | –      | 1    | 1     |

## Turnieje
Turnieje Grand Prix na żużlu organizowane są głównie w Europie, w państwach, gdzie sport żużlowy jest popularny. Dotychczas rozegrano 7 turniejów poza Europą – 4 w Australii i 3 w Nowej Zelandii. 
| Lp. | Grand Prix        | 95 | 96 | 97 | 98 | 99    | 00 | 01 | 02 | 03 | 04 | 05 | 06 | 07 | 08    | 09 | 10    | 11    | 12    | 13    | 14    | 15    | 16    | 17    | 18    | 19    | 20    | 21    | 22    | 23    | 24    | 25    |
| --- | ----------------- | -- | -- | -- | -- | ----- | -- | -- | -- | -- | -- | -- | -- | -- | ----- | -- | ----- | ----- | ----- | ----- | ----- | ----- | ----- | ----- | ----- | ----- | ----- | ----- | ----- | ----- | ----- | ----- |
| 1.  | Polski            |    |    |    |    | [ f ] |    |    |    |    |    |    |    |    |       |    | [ f ] | [ f ] | [ f ] | [ f ] | [ f ] | [ g ] | [ g ] | [ g ] | [ g ] | [ g ] | [ h ] | [ i ] | [ j ] | [ g ] | [ j ] | [ g ] |
| 2.  | Austrii           |    |    |    |    |       |    |    |    |    |    |    |    |    |       |    |       |       |       |       |       |       |       |       |       |       |       |       |       |       |       |       |
| 3.  | Niemiec           |    |    |    |    |       |    |    |    |    |    |    |    |    | [ k ] |    |       |       |       |       |       |       |       |       |       |       | [ h ] | [ i ] |       |       |       |       |
| 4.  | Szwecji           |    |    |    |    |       |    |    |    |    |    |    |    |    |       |    |       |       |       |       |       |       |       |       |       |       | [ h ] | [ i ] |       |       |       |       |
| 5.  | Danii             |    |    |    |    |       |    |    |    |    |    |    |    |    |       |    |       |       |       |       |       |       |       |       |       |       | [ h ] | [ i ] |       |       |       |       |
| 6.  | Wielkiej Brytanii |    |    |    |    |       |    |    |    |    |    |    |    |    |       |    |       |       |       |       |       |       |       |       |       |       | [ h ] | [ i ] |       |       |       | [ f ] |
| 7.  | Włoch             |    |    |    |    |       |    |    |    |    |    |    |    |    |       |    |       |       |       |       |       |       |       |       |       |       |       | [ i ] |       |       |       |       |
| 8.  | Czech             |    |    |    |    |       |    |    |    |    |    |    |    |    |       |    |       |       |       |       |       |       |       |       |       |       | [ h ] | [ i ] |       |       |       |       |
| 9.  | Europy            |    |    |    |    |       |    |    |    |    |    |    |    |    |       |    |       |       |       |       |       |       |       |       |       |       |       |       |       |       |       |       |
| 10. | Norwegii          |    |    |    |    |       |    |    |    |    |    |    |    |    |       |    |       |       |       |       |       |       |       |       |       |       |       |       |       |       |       |       |
| 11. | Słowenii          |    |    |    |    |       |    |    |    |    |    |    |    |    |       |    |       |       |       |       |       |       |       |       |       |       |       |       |       |       |       |       |
| 12. | Skandynawii       |    |    |    |    |       |    |    |    |    |    |    |    |    |       |    |       |       |       |       |       |       |       |       |       |       | [ h ] |       |       |       |       |       |
| 13. | Australii         |    |    |    |    |       |    |    |    |    |    |    |    |    |       |    |       |       |       |       |       |       |       |       | [ l ] | [ m ] |       |       |       |       |       |       |
| 14. | Łotwy             |    |    |    |    |       |    |    |    |    |    |    |    |    |       |    |       |       |       |       |       |       |       |       |       |       |       |       |       |       |       |       |
| 15. | Finał             |    |    |    |    |       |    |    |    |    |    |    |    |    | [ k ] |    |       |       |       |       |       |       |       |       |       |       |       |       |       |       |       |       |
| 16. | Nordyckie         |    |    |    |    |       |    |    |    |    |    |    |    |    |       |    |       |       |       |       |       |       |       |       |       |       |       |       |       |       |       |       |
| 17. | Chorwacji         |    |    |    |    |       |    |    |    |    |    |    |    |    |       |    |       |       |       |       |       |       |       |       |       |       |       |       |       |       |       |       |
| 18. | Nowej Zelandii    |    |    |    |    |       |    |    |    |    |    |    |    |    |       |    |       |       |       |       |       |       |       |       |       |       |       |       |       |       |       |       |
| 19. | Finlandii         |    |    |    |    |       |    |    |    |    |    |    |    |    |       |    |       |       |       |       |       |       |       |       |       |       |       |       |       |       |       |       |
| 20. | Sztokholmu        |    |    |    |    |       |    |    |    |    |    |    |    |    |       |    |       |       |       |       |       |       |       |       |       |       |       |       |       |       |       |       |
| 21. | Togliatti         |    |    |    |    |       |    |    |    |    |    |    |    |    |       |    |       |       |       |       |       |       |       |       |       |       |       | [ i ] |       |       |       |       |
| –   | Rosji             |    |    |    |    |       |    |    |    |    |    |    |    |    |       |    |       |       |       |       |       |       |       |       |       |       | [ h ] | [ i ] |       |       |       |       |
| –   | MFR               |    |    |    |    |       |    |    |    |    |    |    |    |    |       |    |       |       |       |       |       |       |       |       |       |       |       |       | [ n ] |       |       |       |
| –   | Oceanii           |    |    |    |    |       |    |    |    |    |    |    |    |    |       |    |       |       |       |       |       |       |       |       |       |       |       |       | [ o ] |       |       |       |
| Lp. | Grand Prix        | 95 | 96 | 97 | 98 | 99    | 00 | 01 | 02 | 03 | 04 | 05 | 06 | 07 | 08    | 09 | 10    | 11    | 12    | 13    | 14    | 15    | 16    | 17    | 18    | 19    | 20    | 21    | 22    | 23    | 24    | 25    |

Pogrubioną czcionką – zostały zaznaczone turnieje, które odbędą się w 2025 roku.

## Miejsca rozgrywania
| Lp. | Miejscowość               | 95 | 96 | 97 | 98 | 99 | 00 | 01 | 02 | 03    | 04 | 05 | 06 | 07 | 08    | 09 | 10 | 11 | 12 | 13 | 14    | 15 | 16 | 17 | 18    | 19 | 20    | 21    | 22    | 23 | 24 | 25    |
| --- | ------------------------- | -- | -- | -- | -- | -- | -- | -- | -- | ----- | -- | -- | -- | -- | ----- | -- | -- | -- | -- | -- | ----- | -- | -- | -- | ----- | -- | ----- | ----- | ----- | -- | -- | ----- |
| 1.  | Wrocław                   |    |    |    |    |    |    |    |    |       |    |    |    |    |       |    |    |    |    |    |       |    |    |    |       |    | [ h ] | [ i ] |       |    |    |       |
| 2.  | Wiener Neustadt           |    |    |    |    |    |    |    |    |       |    |    |    |    |       |    |    |    |    |    |       |    |    |    |       |    |       |       |       |    |    |       |
| 3.  | Abensberg                 |    |    |    |    |    |    |    |    |       |    |    |    |    |       |    |    |    |    |    |       |    |    |    |       |    |       |       |       |    |    |       |
| 4.  | Linköping                 |    |    |    |    |    |    |    |    |       |    |    |    |    |       |    |    |    |    |    |       |    |    |    |       |    |       |       |       |    |    |       |
| 5.  | Vojens                    |    |    |    |    |    |    |    |    |       |    |    |    |    |       |    |    |    |    |    |       |    |    |    |       |    | [ h ] | [ i ] |       |    |    |       |
| 6.  | Londyn                    |    |    |    |    |    |    |    |    |       |    |    |    |    |       |    |    |    |    |    |       |    |    |    |       |    |       |       |       |    |    |       |
| 7.  | Lonigo                    |    |    |    |    |    |    |    |    |       |    |    |    |    |       |    |    |    |    |    |       |    |    |    |       |    |       |       |       |    |    |       |
| 8.  | Pocking                   |    |    |    |    |    |    |    |    |       |    |    |    |    |       |    |    |    |    |    |       |    |    |    |       |    |       |       |       |    |    |       |
| 9.  | Praga                     |    |    |    |    |    |    |    |    |       |    |    |    |    |       |    |    |    |    |    |       |    |    |    |       |    | [ h ] | [ i ] |       |    |    |       |
| 10. | Landshut                  |    |    |    |    |    |    |    |    |       |    |    |    |    |       |    |    |    |    |    |       |    |    |    |       |    |       |       |       |    |    |       |
| 11. | Bradford                  |    |    |    |    |    |    |    |    |       |    |    |    |    |       |    |    |    |    |    |       |    |    |    |       |    |       |       |       |    |    |       |
| 12. | Brandon (Coventry)        |    |    |    |    |    |    |    |    |       |    |    |    |    |       |    |    |    |    |    |       |    |    |    |       |    |       |       |       |    |    |       |
| 13. | Bydgoszcz                 |    |    |    |    |    |    |    |    |       |    |    |    |    | [ k ] |    |    |    |    |    |       |    |    |    |       |    |       |       |       |    |    |       |
| 14. | Berlin                    |    |    |    |    |    |    |    |    |       |    |    |    |    |       |    |    |    |    |    |       |    |    |    |       |    |       |       |       |    |    |       |
| 15. | Cardiff                   |    |    |    |    |    |    |    |    |       |    |    |    |    |       |    |    |    |    |    |       |    |    |    |       |    | [ h ] | [ i ] |       |    |    | [ p ] |
| 16. | Sztokholm                 |    |    |    |    |    |    |    |    | [ q ] |    |    |    |    |       |    |    |    |    |    |       |    |    |    |       |    |       |       |       |    |    |       |
| 17. | Hamar                     |    |    |    |    |    |    |    |    |       |    |    |    |    |       |    |    |    |    |    |       |    |    |    |       |    |       |       |       |    |    |       |
| 18. | Krško                     |    |    |    |    |    |    |    |    |       |    |    |    |    |       |    |    |    |    |    |       |    |    |    |       |    |       |       |       |    |    |       |
| 19. | Göteborg                  |    |    |    |    |    |    |    |    |       |    |    |    |    |       |    |    |    |    |    |       |    |    |    |       |    |       |       |       |    |    |       |
| 20. | Chorzów                   |    |    |    |    |    |    |    |    |       |    |    |    |    |       |    |    |    |    |    |       |    |    |    |       |    |       |       |       |    |    |       |
| 21. | Sydney                    |    |    |    |    |    |    |    |    |       |    |    |    |    |       |    |    |    |    |    |       |    |    |    |       |    |       |       |       |    |    |       |
| 22. | Avesta                    |    |    |    |    |    |    |    |    | [ q ] |    |    |    |    |       |    |    |    |    |    |       |    |    |    |       |    |       |       |       |    |    |       |
| 23. | Kopenhaga                 |    |    |    |    |    |    |    |    |       |    |    |    |    |       |    |    |    |    |    |       |    |    |    |       |    |       |       |       |    |    |       |
| 24. | Eskilstuna                |    |    |    |    |    |    |    |    |       |    |    |    |    |       |    |    |    |    |    |       |    |    |    |       |    |       |       |       |    |    |       |
| 25. | Målilla                   |    |    |    |    |    |    |    |    |       |    |    |    |    |       |    |    |    |    |    |       |    |    |    |       |    | [ h ] | [ i ] |       |    |    |       |
| 26. | Dyneburg                  |    |    |    |    |    |    |    |    |       |    |    |    |    |       |    |    |    |    |    | [ r ] |    |    |    |       |    |       |       |       |    |    |       |
| 27. | Gelsenkirchen             |    |    |    |    |    |    |    |    |       |    |    |    |    | [ k ] |    |    |    |    |    |       |    |    |    |       |    |       |       |       |    |    |       |
| 28. | Leszno                    |    |    |    |    |    |    |    |    |       |    |    |    |    |       |    |    |    |    |    |       |    |    |    |       |    |       |       |       |    |    |       |
| 29. | Terenzano                 |    |    |    |    |    |    |    |    |       |    |    |    |    |       |    |    |    |    |    |       |    |    |    |       |    |       | [ i ] |       |    |    |       |
| 30. | Toruń                     |    |    |    |    |    |    |    |    |       |    |    |    |    |       |    |    |    |    |    |       |    |    |    |       |    | [ h ] | [ i ] |       |    |    |       |
| 31. | Donji Kraljevec (Goričan) |    |    |    |    |    |    |    |    |       |    |    |    |    |       |    |    |    |    |    |       |    |    |    |       |    |       |       |       |    |    |       |
| 32. | Gorzów Wielkopolski       |    |    |    |    |    |    |    |    |       |    |    |    |    |       |    |    |    |    |    |       |    |    |    |       |    | [ h ] |       |       |    |    |       |
| 33. | Auckland                  |    |    |    |    |    |    |    |    |       |    |    |    |    |       |    |    |    |    |    |       |    |    |    |       |    |       |       |       |    |    |       |
| 34. | Solna (Sztokholm)         |    |    |    |    |    |    |    |    |       |    |    |    |    |       |    |    |    |    |    |       |    |    |    |       |    |       |       |       |    |    |       |
| 35. | Tampere                   |    |    |    |    |    |    |    |    |       |    |    |    |    |       |    |    |    |    |    |       |    |    |    |       |    |       |       |       |    |    |       |
| 36. | Warszawa                  |    |    |    |    |    |    |    |    |       |    |    |    |    |       |    |    |    |    |    |       |    |    |    |       |    | [ h ] | [ i ] |       |    |    |       |
| 37. | Horsens                   |    |    |    |    |    |    |    |    |       |    |    |    |    |       |    |    |    |    |    |       |    |    |    |       |    |       |       |       |    |    |       |
| 38. | Melbourne                 |    |    |    |    |    |    |    |    |       |    |    |    |    |       |    |    |    |    |    |       |    |    |    | [ l ] |    |       |       |       |    |    |       |
| 39. | Teterow                   |    |    |    |    |    |    |    |    |       |    |    |    |    |       |    |    |    |    |    |       |    |    |    |       |    | [ h ] | [ i ] |       |    |    |       |
| 40. | Hallstavik                |    |    |    |    |    |    |    |    |       |    |    |    |    |       |    |    |    |    |    |       |    |    |    |       |    | [ h ] |       |       |    |    |       |
| 41. | Lublin                    |    |    |    |    |    |    |    |    |       |    |    |    |    |       |    |    |    |    |    |       |    |    |    |       |    |       | [ i ] |       |    |    |       |
| 42. | Togliatti                 |    |    |    |    |    |    |    |    |       |    |    |    |    |       |    |    |    |    |    |       |    |    |    |       |    | [ h ] | [ i ] | [ n ] |    |    |       |
| 43. | Ryga                      |    |    |    |    |    |    |    |    |       |    |    |    |    |       |    |    |    |    |    | [ r ] |    |    |    |       |    |       |       |       |    |    |       |
| 44. | Manchester                |    |    |    |    |    |    |    |    |       |    |    |    |    |       |    |    |    |    |    |       |    |    |    |       |    |       |       |       |    |    | [ p ] |
| Lp. | Miejscowość               | 95 | 96 | 97 | 98 | 99 | 00 | 01 | 02 | 03    | 04 | 05 | 06 | 07 | 08    | 09 | 10 | 11 | 12 | 13 | 14    | 15 | 16 | 17 | 18    | 19 | 20    | 21    | 22    | 23 | 24 | 25    |

Pogrubioną czcionką – zostały zaznaczone miejscowości, w których odbędą się zawody w 2025 r.

## Prawa transmisyjne
Prawa do transmisji Grand Prix posiada Eurosport. Zawody można oglądać na platformie Max, natomiast Grand Prix Polski dodatkowo na kanale TTV. 